# الكونت دي مونت كريستو
الكونت دي مونت كريستو (بالفرنسية: Le Comte de Monte-Cristo) هي رواية كتبها ألكسندر دوما بالتعاون مع أوغست ماكيه. أُكمِلت في 1844. وهي رواية مستوحاه جزئياً من أحداث حقيقية.
تجري أحداث الرواية في فرنسا، إيطاليا، وبعض جزر البحر المتوسط، في الفترة التاريخية 1815–1839 أي بين الفترة التي عاد فيها الحكم الفرنسي للملكية تحت عائلة بربون الملكية، إلى عهد الملك الفرنسي لويس فيليب.
يعد الإطار التاريخي عنصرًا أساسيًا في الكتاب. تبدأ أحداث الفيلم في اليوم الذي غادر فيه نابليون جزيرة منفاه الأول، جزيرة إلبا، ليبدأ مايسمى بأحداث المئة يوم والتي عاد خلالها نابليون إلى السلطة.
تقدم احداث الرواية مواضيع حساسة وقوية مثل العدالة، الانتقام، الظلم، الرحمة، وغيرها.
بطل الرواية ادومند دونتيس شاب بحار ذو 19 عاماً  مساعد القبطان علي السفينة فرعون، وصل لمارسيليا ليخطب في اليوم الثاني حبيبته مرسيدس. خانه اثنين من أصدقائه الغيورين. وبسبب هذه الخيانة حوكم دونتيس كخائن لفرنسا و كمتآمر مع نابليون بونابرت، وتم سجنه في سجن قصر شاتوديف قُبالة مارسيليا.
بعد 14 سنة انتابته حالة من اليأس في البداية وبعد ذلك تشدد بسبب زميله الأب فاريا ، واستطاع الفرار في النهاية والإستيلاء علي كنز كان الأب فاريا قد خبأه وتركه في جزيرة مونت كريستو.
أصبح غني وذو سلطة وبدأ رحلته في الانتقام المنهجي ممن كانوا السبب في سجنه.
الرواية هي واحدة من أكثر ما كتب ألكسندر دوما شهرة مع رواية الفرسان الثلاثة سواءً في فرنسا أو في الخارج. نُشرت في البداية في جريدة علي جزئين، الجزء الأول كان في عام 1844، والجزء الثاني كان في عام 1846.

## مُلخص الرواية

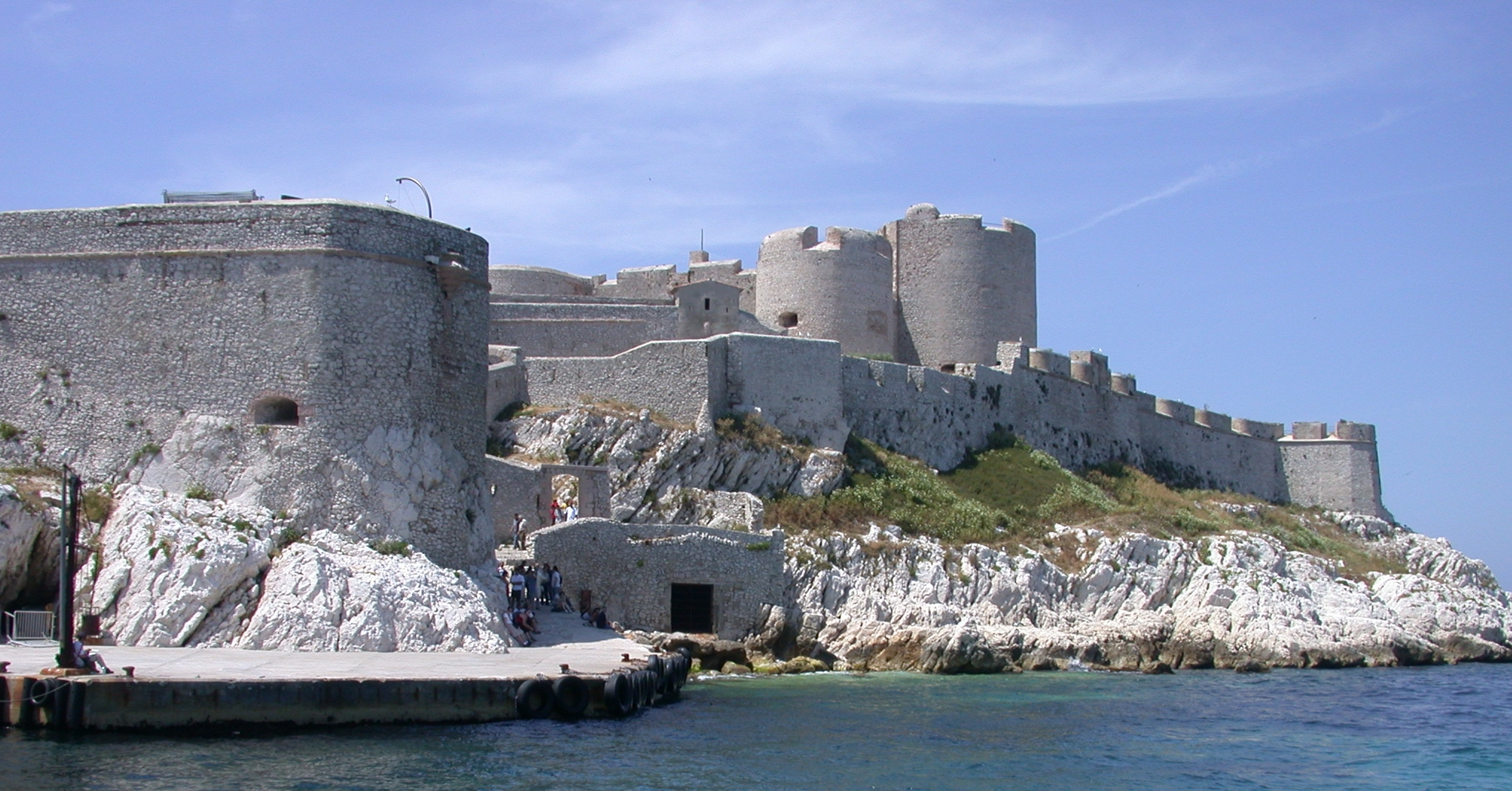
مرسيليا، سجن شاتوه دي إيف

عاد إدموند دانتي من رحلة طويلة في البحر، فقد مات قبطان سفينته التي تدعى الفرعون في الطريق واستطاع إدموند أن يقود الطاقم والحمولة بنجاح إلى مارسيل/ فرنسا، وكان مالك السفينة الذي يدعى السيد موريل سعيدًا للغاية حيال الأمر فمنح إدموند ترقية، وكان إدموند متشوقًا للغاية ليتزوج من حب حياته وهي سيدة محلية تدعى مرسيدس، وبدا أن كل شيء يسير على ما يرام.
ولكن لسوء الحظ كان هناك رجلان غيوران للغاية من إدموند وهما: محاسب السفينة الذي يدعى دانجلرز الذي اغتاظ من إدموند بسبب نجاحه وترقيته، وصائد محلي يدعى فرناند مونديجو الذي يحب مرسيدس، فقرر دانجلرز أنهما سيتهمان إدموند بالخيانة وأخبرا السلطات أن بحوزة إدموند خطابًا تجريميًا سيثبت أنه من أنصار نابليون، ونابليون هو الإمبراطور الفرنسي الذي أزيح مؤخرًا عن السلطة ونُفِي إلى جزيرة إلبا.
وكان دانجلرز يعلم أن في طريق عودتهم إلى مارسيل قد نفذ إدوند الأمنية الأخيرة لقبطان السفينة الذي مات: بأن وافق أن يوصل رزمة لصديق مقرب للقبطان ثم أُعطِي خطاب من جزيرة إلبا ليوصله إلى شخص ما في باريس دون أن يدري ماذا تحوي الرزمة أو الخطاب.
وعندما اتهم دانجلرز وفرناند إدموند بالخيانة زورًا، قامت السلطات بالقبض على إدموند وأخذته بعيدًا عن زفافه، ثم قابل إدموند السيد فيلفورت وهو الوكيل المساعد للمقاطعة والذي ألقى نظرة على الخطاب التجريمي فاتسعت عيناه، وأُلقي إدموند في قلعة دلف وهي سجن في جزيرة تقع على البحر المتوسط ليسجن مدى الحياة.
واتضح أن الخطاب قد كتبه شخص مقرب من نابليون ووجهه إلى والد السيد فيلفورت، لذا فقد دمر السيد فيلفورت الخطاب وسجن إدموند ليحمي والده، قضى إدموند أربعة عشر عامًا في السجن، وخلال ذلك الوقت كاد أن يجن جنونه ويتخلى عن الحياة، إلى أن قابل سجينًا إيطاليًا ثريًا يدعى آبي فاريا.
قام آبي بتعليم إدموند كل شيء، واكتشف الاثنان طريقة لحفر ممر للفرار خارج السجن، وخططا للأمر بحنكة لكن في اللحظة الأخيرة مرض آبي للغاية ومات، بعد أن ترك لإدموند توجيهات عن كنز مدفون في جزيرة مونت كريستو.
استطاع إدموند الهرب من السجن بأن ادعى أنه آبي الميت، وظل يبحر على متن سفينة إلى أن وصل لبر الأمان وتمكن أخيرًا من إيجاد جزيرة مونت كريستو وهناك عثر على كنوز تتجاوز أحلامه، وبوجود الكنز منح إدموند نفسه شخصية جديدة باسم كونت مونت كريستو، وسافر حول العالم واشترى أجمل الأشياء، وبدأ يدبر للانتقام من دانجلرز وفرناند والسيد فيلفورت.
وفي النهاية وصل إلى باريس حيث يوجد دانجلرز وفرناند وفيلفورت، وكان كل منهم ثريًا وناجحًا ومتزوجًا ولديه أبناء، وقد تزوج فرناند مرسيدس، وعدما ظهر الكونت كان بالنسبة لهم غامضًا متحضرًا حكيمًا وراقيًا، وأراد الجميع مصادقته، وأخذت خطة الانتقام المعقدة تنفذ في باريس وحول باريس حيث أفسد بالتدريج حياة كل شخص من أعدائه.
ومنح الكونت منزله على جزيرة مونت كريستو وأرضه في فرنسا إلى ماكسيميليان موريل ابن السيد موريل مالك سفينته، وإلى حبيبة ماكس التي تدعى فالنتاين فيلفورت ابنة السيد فيلفورت، ثم ترك جزيرة مونت كريستو وحياة الانتقام خلفه ليحظى بحياة جديدة مع حبيبته هايدي وهي عبدة يونانية سابقة، وقاد الكونت مغادرًا الجزيرة في غروب الشمس.

### حبكة الرواية
تمت محاكمة إدموند دانتيس بأنه من الموالين لسياسة نابليون بونابرت وأنه يريد إطاحة الملك الجديد ليعود نابليون إلى الحكم. هذه التهمة جعلته يقضي فترة من الزمن في سجن يقع على جزيرة قريبة من مارسيليا، وجعلته أيضاً يخلف وعده لخطيبته بالزواج منها.
عرض لنا إسكندر دوماس في هذا الكتاب قصة الغيرة، ثلاثية الحب والضرر والخيانة بين الأصدقاء فإذا بدانتيس هذا سيصبح قبطاناً لباخرة تجارية وهو في عز الشباب مما يحسده على ذلك أحد أصدقائه الذين يشي به على الدولة فيكون السجن نصيبه ثم يساق إلى السجن ويذهب إلى تلك الجزيرة حيث يحصل على الكنز والغنى ويعود إلى أهله وخطيبته بعد طول غياب.
صديق ايدموند دانتس المدعي فرناند لفق له تهمة لأنه أحب خطيبته مرسيدس وساعد علي ذلك دانجلارس الذي حسده على ترقيته وماله والقاضي فيلفورت الذي صدق أدعائهما وبعد أن تخلصوا من أدموند وأخذوا كل ما يملك خطيبته وماله وحياة أبيه ومن ثم تسببوا بسجن أدموند بسجن الشاتوه دي إيف.

### مارسيليا
عاد ادموند دونتيس، البحار الشاب، من رحلة علي متن السفينة فرعون التي يمللكها مورل، وقد حل محل الكابتن لوكلار أثناء السفر وذلك لموت الكابتن بعد أن أصابته حمي. في 24 فبراير 1815 عاد دونتيس بقيادة السفينة فرعون إلي ميناء مارسيليا، عند عودته استقبله مورل بحفاوة شديدة وعينه رُبان السفينة. غمرت الفرحة دونتيس فقد أصبح قادراً علي مساعدة والده مادياً والزواج بحبيبته مرسيدس. أثارت سعادته غيرة اثنين، الأول كان دونجلار مُحاسب السفينة الذي كان يريد أن يُصبح ربان السفينة، والثاني كان فيرنارد مُغرم بمرسيدس وكان يريد الزواج بها.
وبمساعدة كادوروس، وهو جار وصديق لدونتيس استطاعوا جميعاً التخطيط لخطة للتخلص من ادموند دونتيس؛ فقد استفادوا من توقف دونتيس علي الجزيرة إلبا أثناء رحلته لتلبية وصية الكابتن لوكلار، وهي توصيل رسالة هناك، ادعوا أنه من المواليين الخطرين لنابليون.
تم ايقاف ادموند دونتيس يوم زفافه وتم استجوابه من قبل المدعي العام للملك، جيرار دي فيلفور.

بعثوا برسالة الشكوي إلي المدعي العام وكان محتاواها ما يلي: 
وما يعنيه أن المدعو دونتيس موالي لنابليون وهو ينقل الرسائل ويمكن للمدعي العام التأكد من وجود الرسالة في منزلة أو في الكابينة الخاصة به في السفينة فرعون.
كُتبت الرسالة بواسطة دونجلار وقرأها فرنارد ووافق عليها، ولكن كادوروس احتج لكنه كان في حالة سكر، وأخبروه أنهم جادين وبعثوا الرسالة إلي المدعي العام.
لم يستطع ادموند الدفاع عن نفسه فقد كان حاملاً رسالة لم يعلم ما بداخلها وانها موجهة إلي أحد مواليين نابليون.وبالرغم من اقتناع المدعي العام ببرائة دونتاس إلا أنه أرسله إلي السجن بشاتوه دي اف، كسجين الدولة، وذلك لأن الرسالة المبعوثة كانت لوالده الذي كان أكبر الموالين لنابليون، وتجنباً للفضيحة أرسل ادموند للسجن بالرغم من تيقنه من براءته.

### السجن
يأس ادموند دونتيس من حياته بعد سجنه، وفكر في الانتحار، وأتاحت له الفرصة بالتعرف بالأب فاريا، سجين آخر أراد الهروب؛ حيث كان يقوم بحفر نفق لمدة سبع سنوات ظناً منه أنه قد يوصله إلي السور الخارجي للسجن ولكنه قد أوصله إلي زنزانة السجين ادموند دونتيس.
كان الأب فاريا عالم مُتفتح واسع الذكاء، اعتبر دونتيس مثل ابنه، وعلمه تعليماً ممتازاً علي الصعيد السياسي، الاقتصادي، الاجتماعي، الفلسفي والدنيوي. وكشف له الكاهن أيضاً بالمنطق  من كان وراء سجنه، والمؤامرة المُحاكة من قبل دونجلار وفرنارد موندييجو في وجود كادوروس. وأيضاً المشاركة الخفية والبغيضة للمدعي العام.
وكشف له أيضاً سره سر ظهوره أما سجانيه بالمجنون، حيث أنه يمتلك كنز هائل لسبادا، وهرب به منذ سنين وخبأه في جزيرة مونت كريستو. قرر السجينان التحضير لهروبهما معاً، ولكن الكاهن العجوز كان قد توفي وفكر ادموند انه يستطيع الهروب. فوضع نفسه في الكيس الذي كان يلقي به جثة الأب فاريا في الماءظن حيث كان مخيط عليه، وأخذ ادموند معه سكينة الأب فاريا، وعاش لحظات حرجة.
وجد الحرية أخيراً بعد 11 عام سجن، أصبح غنياً وعاد إلي مارسيليا، وعرف أن والده قد مات؛ ربما جائع، وأن خطيبته مارسيدس قد ظنت انه مات وتزوجت بعد فترة فرنارد موندييجه أحد الغادرين به، وسكن بها في كاتالون.

## الترجمة
الكونت دي مونت كريستو، طبع مؤسسة اقرأ، 2014، القاهرة - مصر، 215 صفحة.
صدرت ترجمة بثلاثة أجزاء عن دار التنوير اللبنانية بترجمة محمد ايت حنا

## اقتباسات
- الآنسة مونتي كريستو. (مسلسل تلفزيوني كوري جنوبي).[5]

- أيزل. (مسلسل تلفزيوني تركي)
- مونت كريستو. (مسلسل أنمي ياباني).
- فيلم أمير الانتقام بطولة أنور وجدي مصري.
- فيلم أمير الدهاء بطولة فريد شوقي مصري.
- المسلسل السوري بصمات على جدار الزمن
- آسر (مسلسل تلفزيوني سوري اللبناني).

## روابط خارجية
- الكونت دي مونت كريستو على موقع الموسوعة البريطانية (الإنجليزية)